# پلانینیتسا (ترستنیک)
پلانینیتسا (به صربی: Planinica) یک منطقهٔ مسکونی در صربستان است که در Trstenik واقع شده‌است. پلانینیتسا ۱۹۸ نفر جمعیت دارد.